# Ms. Marti Brown
Ms. Marti Brown es el primer y único álbum de estudio de la cantante estadounidense de country Marti Brown, publicado en octubre de 1973 a través de Atlantic Records.

## Promoción
«Let My Love Shine» fue publicado como el sencillo principal de Ms. Marti Brown. Un escritor no especificado de la revista Cash Box escribió: “He aquí una nueva cantante de country con una voz rica y fuerte, capaz de abrirse camino cantando hasta alcanzar una posición privilegiada en el abarrotado campo de talentosas cantantes de country. Una canción de amor dinámica y de alto ritmo hace un buen debut en sencillo”. «Let My Love Shine» debutó en la lista Hot Country Singles de la revista Billboard el 21 de julio de 1973 en el número 97; subió al número 78, su punto máximo, el 11 de agosto.
«The Single Girl, and a Married Man» se lanzó como el segundo y último sencillo del álbum. Un escritor no especificado de la revista Billboard describió «The Single Girl, and a Married Man» como “una buena canción fuerte de Martí, que está creciendo en estilo de grabación”. Un escritor no especificado de la revista Record World escribió: “¡Un poco de recolección en callejones de hojalata lo hace brillante y enérgico!”. Un escritor no especificado de la revista Cash Box elogió la “gran instrumentación” de la “melodía de ritmo rápido y fácil”.

## Recepción de la crítica
Un escritor no especificado de la revista Billboard declaró: “Que sabe cantar bien lo demostró su primer sencillo para el sello. Ahora ha creado un álbum de canciones increíblemente buenas y la Sra. Brown demuestra lo versátil que es. Maneja lo antiguo y lo nuevo, las baladas y el ritmo, como si todo estuviera escrito para ella”. Un escritor no especificado de la revista Cash Box escribió: “En este, el álbum debut de Martí, su particular estilo de música country tiene la inconfundible capacidad de transmitir la máxima sinceridad que tan abundantemente otorga a toda su música. La apertura del LP es el éxito de antaño de Dusty Springfield, «I Only Want to Be with You» y Marti le da a esta melodía una gracia adicional. A una versión del éxito de Charlie Rich «Behind Closed Doors» se le da aquí una cierta exuberancia que sólo Martí es capaz de tener. La melodía acelerada «No Rings, No Strings» tiene un brillo maravilloso y vibrante. La reciente elección de Marti, «Love Shine», nunca ha sonado mejor y, dentro del contexto de este paquete de sonidos agradables, hará que este LP tenga mucha demanda”.

## Lista de canciones
| Lado uno |                               |                               |          |  |
| N.º      | Título                        | Escritor(es)                  | Duración |  |
| 1.       | «I Only Want to Be with You»  | Mike Hawker Ivor Raymonde     | 2:26     |  |
| 2.       | «Love Me Back to Sleep»       | Douglas Van Arsdale           | 2:54     |  |
| 3.       | «No Rings, No Strings»        | Gary S. Paxton Ronald Hellard | 2:28     |  |
| 4.       | «Till I Lose You All the Way» | Jan Crutchfield Rusty Adams   | 2:28     |  |
| 5.       | «Call Me Gone»                | Rory Bourke Gayle Barnhill    | 2:45     |  |
| 6.       | «Behind Closed Doors»         | Kenny O'Dell                  | 2:43     |  |

| Lado dos |                                                           |                                  |          |  |
| N.º      | Título                                                    | Escritor(es)                     | Duración |  |
| 1.       | «Love Shine»                                              | Bourke Barnhill                  | 2:20     |  |
| 2.       | «There's So Much Love Left Over (I Could Love You Again)» | Red Lane Frank Knapp             | 2:25     |  |
| 3.       | «Sing for My Supper»                                      | Donna Fargo                      | 3:31     |  |
| 4.       | «Emotion»                                                 | Mel Tillis Ramsey Kearney        | 2:34     |  |
| 5.       | «The Single Girl, and a Married Man»                      | Gene W. Evans                    | 2:35     |  |
| 6.       | «Give It Time to Be Tender»                               | Donnie Fritts Kris Kristofferson | 2:59     |  |

## Créditos y personal
Créditos adaptados desde las notas de álbum de Ms. Marti Brown.
Músicos
- Harold Bradley, Jerry Shook, Chip Young, Billy Sanford, Troy Seals, Reggie Young, Jimmy Covard, Grady Martin, Ray Edenton, Dale Sellers – guitarra
- Weldon Myrick – steel guitar
- Buddy Spicher – violín tradicional
- David Paul Briggs, Bobby Wood, Pig Robbins – piano
- Mike Leech, Norbert Putnam & Henry Strzelecki – bajo eléctrico
- Kenny Malone, Larry London – batería
- Nashville Symphony:
  - Brenton Banks, Sheldon Kurland, Stephanie Woolf, George Binkley. Marvin Chantry, Gary Vanosdale & Byron Bach – cuerdas
- Nashville Edition:
  - Hurshel Wiginton, Joe Babcock, June Page, Dolores Edgin & Bergen White – coros (1, 2, 4, 5, 7, 9, 10)
- Jordanaires:
  - Hoyt Hawkins, Gordon Stoker, Neal Matthews, Ray Walker, Millle Kirkham – coros (3, 6, 11)
- T. J. Wipperman – corno francés (11)

Personal técnico
- David Paul Briggs – productor, arreglos, mezclas
- Steve Ham – ingeniero de audio, mezclas
- Slick Lawson – fotografía
- Loring Eutemey – diseño de portada